# Galleria Druet
La Galleria Druet è stata una galleria d'arte parigina attiva nella prima metà del XX secolo e diretta dal mercante d'arte Eugène Druet. La galleria, di rinomanza internazionale, era impegnata nella difesa dell'arte dell'epoca imponendola al grande pubblico, soprattutto attraverso l'organizzazione di mostre rappresentative dell'école de Paris d'inizio secolo, dell'arte tra le due guerre e di giovanni artisti stranieri. 
Nel 1903 Eugène Druet aveva aperto la sua galleria a Parigi, dapprima sulla rue de Faubourg Saint-Honoré, trasferendosi poi sulla rue Royale. Druet si era avvalso della presenza di Auguste Rodin come consigliere, dedicando le prime mostre a Maximilien Luce, Henri-Edmond Cross e Maurice Denis. 
Conosciuto anche come fotografo d'arte, in particolare di opere dello scultore Rodin, Druet morì prematuramente nel 1916 a causa di una congestione cerebrale. L'attività venne rilevata dalla moglie, fino alla definitiva chiusura avvenuta nel 1938.